# Isma Mugulusi
Isma Mugulusi (Jinja, 10 ottobre 2003) è un calciatore ugandese, centrocampista dell'U.R.A. e della nazionale ugandese.

## Carriera

### Nazionale
Con la nazionale Under-20 ugandese ha preso parte alla Coppa delle nazioni africane Under-20 2021, arrivando in finale e giocando 6 partite. Ha preso parte anche alla Coppa delle nazioni africane Under-20 2023 giocando 3 partite e segnando una rete.
A giugno 2021 esordisce con la nazionale ugandese nella partita amichevole valida contro il Sudafrica, entrando al 89°.. Il 24 marzo 2023 esordisce in un match ufficiale, valido per le qualificazioni alla Coppa delle nazioni africane 2023, nella sconfitta casalinga per 1-0 contro l'Tanzania.

## Statistiche

### Presenze e reti nei club
Statistiche aggiornate al 19 maggio 2023.
| Stagione        | Squadra         | Campionato      | Campionato | Campionato | Coppe nazionali | Coppe nazionali | Coppe nazionali | Coppe continentali | Coppe continentali | Coppe continentali | Altre competizioni | Altre competizioni | Altre competizioni | Totale | Totale | Totale |
| Stagione        | Squadra         | Comp            | Pres       | Reti       | Comp            | Pres            | Reti            | Comp               | Pres               | Reti               | Comp               | Pres               | Reti               | Pres   | Reti   |        |
| --------------- | --------------- | --------------- | ---------- | ---------- | --------------- | --------------- | --------------- | ------------------ | ------------------ | ------------------ | ------------------ | ------------------ | ------------------ | ------ | ------ | ------ |
| 2022-2023       | Makedonikos     | SLE2            | 5          | 0          | CG              | -               | -               |                    | -                  | -                  |                    | -                  | -                  | 5      | 0      |        |
| Totale carriera | Totale carriera | Totale carriera | 5          | 0          |                 | 0               | 0               |                    | -                  | -                  |                    | -                  | -                  | 5      | 0      |        |

### Cronologia presenze e reti in nazionale
| Cronologia completa delle presenze e delle reti in nazionale ― Uganda | Cronologia completa delle presenze e delle reti in nazionale ― Uganda | Cronologia completa delle presenze e delle reti in nazionale ― Uganda | Cronologia completa delle presenze e delle reti in nazionale ― Uganda | Cronologia completa delle presenze e delle reti in nazionale ― Uganda | Cronologia completa delle presenze e delle reti in nazionale ― Uganda | Cronologia completa delle presenze e delle reti in nazionale ― Uganda | Cronologia completa delle presenze e delle reti in nazionale ― Uganda |
| Data                                                                  | Città                                                                 | In casa                                                               | Risultato                                                             | Ospiti                                                                | Competizione                                                          | Reti                                                                  | Note                                                                  |
| --------------------------------------------------------------------- | --------------------------------------------------------------------- | --------------------------------------------------------------------- | --------------------------------------------------------------------- | --------------------------------------------------------------------- | --------------------------------------------------------------------- | --------------------------------------------------------------------- | --------------------------------------------------------------------- |
| 10-6-2021                                                             | Johannesburg                                                          | Sudafrica                                                             | 3 – 2                                                                 | Uganda                                                                | Amichevole                                                            | -                                                                     | 89’                                                                   |
| 24-9-2022                                                             | Bengasi                                                               | Tanzania                                                              | 1 – 0                                                                 | Uganda                                                                | Amichevole                                                            | -                                                                     | 46’                                                                   |
| 24-3-2023                                                             | Ismailia                                                              | Uganda                                                                | 0 – 1                                                                 | Tanzania                                                              | Qual. Coppa d'Africa 2023                                             | -                                                                     | 46’ 90+3’                                                             |
| 18-6-2023                                                             | Douala                                                                | Uganda                                                                | 1 – 2                                                                 | Algeria                                                               | Qual. Coppa d'Africa 2023                                             | -                                                                     | 67’                                                                   |
| Totale                                                                |                                                                       | Presenze                                                              | 4                                                                     |                                                                       | Reti                                                                  | 0                                                                     |                                                                       |